# MaMaSé! Tour
De MaMaSé! Tour was de negende concerttournee van K3 die plaatsvond eind 2009  met optredens in Vlaanderen en Nederland. 
In de show verwelkomen Karen en Kristel Josje in K3. Maar dan komt de gemene Kassandra de show verstoren, en dreigt Josje uit K3 te gooien, om vervolgens zelf de nieuwe van K3 te worden. Vervolgens weten de meisjes het zoals altijd tot een goed einde te brengen. Tijdens de show laten ze nummers van hun nieuwe cd MaMaSé! horen, en is ook het K3-ballet van de partij.

## Setlist
1. MaMaSé!
2. Ya Ya Yippee
3. Lollypopland
4. Alle Kleuren
5. De Politie
6. Handjes Draaien
7. Tele-Romeo
8. Medley: Amor, Toveren, De 3 Biggetjes
9. Heyah mama
10. Verliefd
11. Kuma Hé
12. Oya Lélé
13. MaMaSé!

## Optredens
| Datum                 | Stad      | Zaal                   |
| België                | België    | België                 |
| --------------------- | --------- | ---------------------- |
| 9 oktober 2009 (2x)   | Antwerpen | Koningin Elisabethzaal |
| 10 oktober 2009 (2x)  | Antwerpen | Koningin Elisabethzaal |
| 11 oktober 2009 (3x)  | Antwerpen | Koningin Elisabethzaal |
| Nederland             |           |                        |
| 17 oktober 2009 (2x)  | Enschede  | Go Planet              |
| 18 oktober 2009 (3x)  | Enschede  | Go Planet              |
| 22 oktober 2009 (2x)  | Rotterdam | Ahoy Rotterdam         |
| 23 oktober 2009 (2x)  | Rotterdam | Ahoy Rotterdam         |
| 24 oktober 2009 (2x)  | Rotterdam | Ahoy Rotterdam         |
| 25 oktober 2009 (2x)  | Rotterdam | Ahoy Rotterdam         |
| 30 oktober 2009 (2x)  | Eindhoven | Indoor-Sportcentrum    |
| 31 oktober 2009 (2x)  | Eindhoven | Indoor-Sportcentrum    |
| 6 november 2009 (2x)  | Amsterdam | RAI Amsterdam          |
| 7 november 2009 (3x)  | Amsterdam | RAI Amsterdam          |
| 8 november 2009 (2x)  | Amsterdam | RAI Amsterdam          |
| 11 november 2009 (2x) | Amsterdam | RAI Amsterdam          |
| België                |           |                        |
| 2 december 2002 (2x)  | Hasselt   | Grenslandhallen        |
| 4 december 2009 (2x)  | Hasselt   | Grenslandhallen        |
| 5 december 2009 (2x)  | Hasselt   | Grenslandhallen        |
| 6 december 2009 (3x)  | Hasselt   | Grenslandhallen        |
| 11 december 2009 (2x) | Oostende  | Kursaal Oostende       |
| 12 december 2009 (2x) | Oostende  | Kursaal Oostende       |
| 13 december 2009 (3x) | Oostende  | Kursaal Oostende       |
| Nederland             |           |                        |
| 18 december 2009 (2x) | Zwolle    | IJsselhallen           |
| 19 december 2009 (1x) | Zwolle    | IJsselhallen           |
| 20 december 2009 (2x) | Zwolle    | IJsselhallen           |